# Ústí nad Orlicí město
Ústí nad Orlicí město – przystanek kolejowy w miejscowości Uście nad Orlicą, w kraju pardubickim, w Czechach Znajduje się na wysokości 330 m n.p.m.
Przystanek jest wyposażona w poczekalnię, kasy biletowe, na których można zakupić bilety na pociągi krajowe i międzynarodowe oraz zarezerwować miejsce w pociągu.

## Linie kolejowe
- 010 Kolín - Česká Třebová